# Сороборати
Сороборати (рос. соробораты, англ. soroborates, нім. Soroborate n pl) – борати, в структурі яких знаходяться острівні борокисневі комплекси, утворені з'єднанням борокисневих трикутників або тетраедрів за допомогою спільних атомів кисню (формально можна вважати їх структурними аналогами діортосилікатів).